# ブレイク・ベイビーズ
ブレイク・ベイビーズ(Blake Babies)は、アメリカのロックバンド。1986年、バークリー音楽大学在学中だったジュリアナ・ハットフィールド、ジョン・ストローム、フリーダ・ラヴの3人によって結成された。ノースカロライナ州のインディーズ・レーベル、マンモス・レコードと契約し1987年にアルバム『Nicely, Nicely』でデビューを果たす。バンドはその後2枚のアルバムをリリースし、1991年に解散した。
バンド解散後、ハットフィールドはソロアーティストとしてキャリアを深めていく。ストロームとラヴはアンテナを結成。ブレイク・ベイビーズは1999年に再結成しツアーを行い、2001年に4枚目のアルバム『God Bless the Blake Babies』をリリースした。同年にハットフィールドとラヴはサム・ガールズを結成した。

## メンバー
- ジュリアナ・ハットフィールド（Juliana Hatfield） - ボーカル、ギター、ベース、ピアノ、キーボード
- ジョン・ストローム（John Strohm） - ギター、ボーカル、ベース、キーボード
- フリーダ・ラヴ（Freda Love） - ドラムス、ボーカル

## 作品

### アルバム
- Nicely, Nicely （1987年）
- Earwig （1989年）
- Sunburn （1990年）
- Innocence & Experience （1993年） ※編集盤
- God Bless the Blake Babies （2001年）

### EP
- Slow Learner （1989年）
- Rosy Jack World （1991年）
- Epilogue （2002年）

### シングル
- Cesspool （1989年）
- Lament （1990年）
- Out There （1990年）
- Temptation Eyes （1991年）
- Take Me （1991年）
- Nothing Ever Happens （1999年）